# Туманов, Александр Георгиевич (Герой Социалистического Труда)
Александр Георгиевич Туманов (укр. Олександр Георгійович Туманов; 1912—1984) — советский промышленный деятель, начальник Всесоюзного промышленного объединения «Укргазпром», Герой Социалистического Труда (1981).

## Биография

Надгробный памятник на Байковом кладбище

Родился 11 января 1912 года в селении Геокчай, ныне Азербайджан.
Окончил Азербайджанский индустриальный институт в 1941 году.
Во время Великой Отечественной войны и после её окончания работал в тресте «Сахалиннефть».
В 1950 году окончил Академию нефтяной промышленности, после чего некоторое время работал в аппарате Министерства нефтяной промышленности СССР.
В 1951—1957 годах Туманов — главный инженер объединения «Укргаз» (Львов). В 1957 году возглавил Управление газовой и нефтяной промышленности Харьковского совнархоза.
В 1960 году был назначен начальником Управления нефтяной и газовой промышленности Укрсовнархоза (Киев), где работал до 1965 года.
В 1966 году по инициативе Туманова было создано специализированное производственное управление (позже — объединение) «Укргазпром», которое он возглавлял практически до конца своей жизни.
Умер в 1984 году в Киеве, похоронен на Байковом кладбище.
А. Г. Туманов был знаком и сотрудничал с Виктором Черномырдиным, о чём в своих мемуарах писал Виктор Степанович.

## Награды
- В 1981 году за выдающиеся производственные достижения, досрочное выполнение заданий десятой пятилетки и социалистических обязательств, проявленную трудовую доблесть[4] А. Г. Туманову было присвоено звание Героя Социалистического Труда с вручением ордена Ленина и медали «Золотая звезда».
- Также награждён многими другими наградами СССР.